# Chris Boardman
Christopher Miles Boardman –conhecido como Chris Boardman– (Hoylake, 26 de agosto de 1968) é um desportista britânico que competiu no ciclismo nas modalidades de rota e pista. Em estrada pertenceu à equipa Crédit Agricole e em pista foi especialista nas provas de contrarrelógio (estrada) e perseguição (pista). Foi campeão olímpico em pista em Barcelona 1992, campeão mundial em contrarrelógio no ano 1994 e bicampeão mundial em pista nos anos 1994 e 1996.
Participou em quatro Jogos Olímpicos de Verão, entre os anos 1988 e 2000, obtendo ao todo duas medalhas, ouro em Barcelona 1992, na prova de perseguição individual, e bronze em Atlanta 1996 na contrarrelógio de estrada.
Em estrada os seus maiores sucessos incluem a vitória em três etapas do Tour de France (nos anos 1994, 1997 e 1998) e coroar-se campeão do Critérium Internacional de 1996. Ademais, obteve quatro medalhas no Campeonato Mundial de Ciclismo em Estrada entre os anos 1994 e 1999.
Ganhou três medalhas no Campeonato Mundial de Ciclismo em Pista entre os anos 1993 e 1996.
Boardman foi nomeado membro da Ordem do Império Britânico (MBE) no ano 1992 por seus sucessos desportivos.

## Biografia
Boardman dedicou-se, anos antes de ser profissional, a provas em pista, destacando sobretudo em perseguição, chegando a ser campeão do mundo em duas ocasiões e campeão olímpico em Barcelona 1992.
Depois de passar ao ciclismo de estrada, destacou em provas de contrarrelógio. Ganhou três prólogos no Tour de France, bem como uma medalha de ouro no Campeonato Mundial de Ciclismo em Estrada e outra de bronze nos Jogos Olímpicos de Atlanta 1996. A suas vitórias cronometradas no Tour fizeram-lhe levar o maillot amarelo de líder durante vários dias em diferentes edições.
Boardman nunca destacou nas Grandes Voltas devido a uma nula capacidade de recuperação. Foi criticado, em ocasiões, por não render com satisfação na montanha. No entanto, em carreiras curtas, como o Midi Livre ou a Dauphiné Libéré, sim teve boas actuações na montanha.
Também foi conhecido pela suas contínuas tentativas em bater o recorde da hora. Durante os anos 1990 rivalizou com Graeme Obree em dita prova, batendo várias vezes o recorde. Boardman utilizou bicicletas completamente especializadas em contrarrelógio, fazendo uso de toda a tecnologia ao seu alcance. Depois da normalização da UCI no uso de bicicletas para o recorde da hora, bateu a marca de Eddy Merckx em 2000.

## Medalheiro internacional

### Ciclismo em estrada
| Jogos Olímpicos    | Jogos Olímpicos           | Jogos Olímpicos   | Jogos Olímpicos           |
| Ano                | Lugar                     | Medalha           | Competição                |
| ------------------ | ------------------------- | ----------------- | ------------------------- |
| 1996               | Atlanta ( Estados Unidos) | Medalha de bronze | Contrarrelógio            |
| Campeonato Mundial |                           |                   |                           |
| Ano                | Lugar                     | Medalha           | Competição                |
| 1994               | Agrigento ( Itália)       | Medalha de ouro   | Contrarrelógio individual |
| 1996               | Lugano ( Suíça )          | Medalha de prata  | Contrarrelógio individual |
| 1997               | San Sebastián ( Espanha)  | Medalha de bronze | Contrarrelógio individual |
| 1999               | Verona ( Itália)          | Medalha de bronze | Contrarrelógio individual |

### Ciclismo em pista
| Jogos Olímpicos    | Jogos Olímpicos           | Jogos Olímpicos   | Jogos Olímpicos        |
| Ano                | Lugar                     | Medalha           | Competição             |
| ------------------ | ------------------------- | ----------------- | ---------------------- |
| 1992               | Barcelona ( Espanha)      | Medalha de ouro   | Perseguição individual |
| Campeonato Mundial |                           |                   |                        |
| Ano                | Lugar                     | Medalha           | Competição             |
| 1993               | Hamar ( Noruega)          | Medalha de bronze | Perseguição individual |
| 1994               | Palermo ( Itália)         | Medalha de ouro   | Perseguição individual |
| 1996               | Manchester ( Reino Unido) | Medalha de ouro   | Perseguição individual |

## Palmarés

### Pista
- 1992
- Campeonato Olímpico Perseguição 4.000 metros (Recorde do mundo)

- 1993
  - 3.º no Campeonato Mundial Perseguição

- 1994
- Campeonato Mundial Perseguição

- 1996
- Campeonato Mundial Perseguição

- 2000
- Recorde da hora

### Estrada
| - 1991 - 1 etapa do Tour de Olympia - 1993 - G. P. Eddy Merckx - Dúo Normando (fazendo casal com Laurent Bezault) - Chrono des Nations-Les Herbiers-Vendée - 1994 - Campeonato do Mundo Contrarrelógio - 1 etapa do Tour de France - 1 etapa da Volta à Suíça - 2 etapas da Volta a Múrcia - 3 etapas da Dauphiné Libéré - 1995 - 1 etapa da Dauphiné Libéré - 1 etapa da Midi Livre - 1 etapa do Tour de l'Oise - 1 etapa dos Quatro Dias de Dunquerque - 1996 - 3.º no Campeonato Olímpico Contrarrelógio - G. P. das Nações - G. P. Eddy Merckx - Critérium Internacional - Dúo Normando (fazendo casal com Paul Manning) - Chrono des Nations-Les Herbiers-Vendée - 1 etapa da Paris-Nice - 1 etapa dos Quatro Dias de Dunquerque - 1 etapa da Dauphiné Libéré - 1 etapa da Ruta del Sur - G. P. Telekom - 2.º no Campeonato do Mundo Contrarrelógio | - 1997 - 1 etapa do Tour de France - 1 etapa da Dauphiné Libéré - 2 etapas do Volta à Romandia - 2 etapas da Volta à Catalunha - 1 etapa da Volta à Comunidade Valenciana - 3.º no Campeonato do Mundo Contrarrelógio - 1998 - 1 etapa do Tour de France - 2 etapas da Dauphiné Libéré - 2 etapas da Volta à Catalunha - 2 etapas do Prudential Tour - 1999 - Dúo Normando (fazendo casal com Jens Voigt) - 1 etapa da Paris-Nice - 1 etapa do Critérium Internacional - 1 etapa do Prudential Tour - 3.º no Campeonato do Mundo Contrarrelógio |

## Resultados nas grandes voltas
| Carreira               | 1993 | 1994 | 1995 | 1996 | 1997 | 1998 | 1999  | 2000 |
| ---------------------- | ---- | ---- | ---- | ---- | ---- | ---- | ----- | ---- |
| Giro d'Italia          | -    | -    | -    | -    | -    | -    | -     | -    |
| Tour de France         | -    | Ab.  | Ab.  | 39.º | Ab.  | Ab.  | 119.º | -    |
| Volta a Espanha        | -    | -    | -    | -    | Ab.  | Ab.  | -     | -    |
| Mundial em Estrada     | -    | -    | -    | -    | -    | -    | -     | -    |
| Mundial Contrarrelógio | -    | 1.º  | -    | 2.º  | 3.º  | 11.º | 3.º   | 4.º  |

## Equipas
- Gan/Crédit Agricole
  - Gan (1993-1997)
  - Crédit Agricole (1998-2000)